# Leucopis ballestrerii
Leucopis ballestrerii is een vliegensoort uit de familie van de Chamaemyiidae. De wetenschappelijke naam van de soort is voor het eerst geldig gepubliceerd in 1874 door Rondani.